# Niamone
Niamone est une commune du Sénégal situé en Basse-Casamance, dans l'arrondissement de Tenghory, le département de Bignona et la région de Ziguinchor. Il est à cheval entre la commune de Bgnona et celle de Ziguinchor.
Lors du dernier recensement (2020), la localité comptait 8852 habitants
On y parle le Baïnouk, le joola, le pulaar, le mandingue, le balante, le manjaque,